# Nachthymne (Schubert, D.687)
Nachthymne (« Hymne à la nuit »), D. 687, est un Lied de forme Durchkomponiert (à composition continue) composé par Franz Schubert (1797-1828) en janvier 1820 et adapté du recueil de poèmes Hymne an die Nacht de Georg Philipp Friedrich von Hardenberg, connu sous le pseudonyme de Novalis (1772-1801). Le poème mis en musique clôture le quatrième hymne du recueil.

## Contexte
1820 est pour Schubert une année sombre entre toutes. Les œuvres de la fin de l'année précédente laissaient déjà entrevoir la brusque cassure psychologique qui s’était accomplie à son retour à Vienne, après l'été lumineux passé à Steyr en compagnie de ses amis. Il est possible que Schubert commence à entrevoir l’échec de toute possibilité de mariage et en éprouve une certaine angoisse, qui se ressent dans ses compositions, notamment dans l'inachèvement de la cantate Lazare et du Quatuor à corde no 12.
En ce début d'année 1820, la politique de répression menée par Metternich asphyxie les Viennois. Schubert est aux premières loges pour mesurer l'aggravation de la pression policière qui s’appesantit sur la ville. Des livres sont détruits, des professeurs (dont Vincenz Weintridt, libre penseur notoire, que connaît bien Schubert) sont démis de leur poste à l'Université, des étudiants sont arrêtés… Schubert ne renie pas ses amis plus exposés que lui. Au contraire, il choisit ce moment pour fréquenter des personnalités visées par la police metternichienne. En mars survient un événement traumatisant. Il se trouve avec trois amis dans la maison de Johan Senn ; la police pénètre dans le logement, se livre à une perquisition et, finalement, arrête Johan Senn.
Schubert n'écrit presque rien en ce début d’année, il est comme annihilé. L’Hymne à la nuit est sa seule composition avérée en janvier, même si Brigitte Massin émet l’hypothèse qu’il aurait, à cette même période, aussi écrit quatre chansons italiennes sur des textes de Vittorelli et Métastase.
À l'époque de la composition de ce Lied, Schubert habite chez son ami Johann Mayrhofer, dont l’appartement est empli de volumes de poésies et d'écrits romantiques. Une rupture nette est perceptible dans l'écriture de ses Lieder. Il cherche désormais de nouveaux sujets dans la littérature romantique dont Novalis est un exemple parfait.
Schubert – tout comme Novalis – se considérait comme un panthéiste, idée largement diffusée par la philosophie de Schelling. « Il devait avoir vu dans une œuvre d'art une création qui, bien que consciemment ordonnée par l'artiste, pourrait néanmoins être analogue à la nature inconsciente.»
Schubert avait déjà largement exploité les textes de Novalis quelques mois plus tôt, pour les Lieder Marie (D. 658), Hymn I (D. 659), Hymn II (D. 660), Hymn III (D. 661), Hymn IV (D. 662). Tous concernent la nuit, thème familier et si cher au compositeur. Schubert a probablement mis en musique ces textes à partir d’une édition des écrits de Novalis, publiés à Berlin en 1802 et édités par Ludwig Tieck et Friedrich Schlegel.

## Analyse littéraire

### Textes:Hymnes à la nuit- Hymne IV (derniers vers)
| texte original | adaptation de Schubert | traduction, |
| --- | --- | --- |
| Hinüber wall' ich, Und jede Pein Wird einst ein Stachel Der Wollust sein. Noch wenig Zeiten, So bin ich los, Und liege trunken Der Liebe im Schoß. Unendliches Leben Wogt mächtig in mir Ich schaue von oben Herunter nach dir. An jenem Hügel Verlischt dein Glanz, Ein Schatten bringet Den kühlenden Kranz. O! sauge, Geliebter, Gewaltig mich an, Daß ich entschlummern Und lieben kann. Ich fühle des Todes Verjüngende Flut, Zu Balsam und Äther Verwandelt mein Blut Ich lebe bei Tage Voll Glauben und Mut Und sterbe die Nächte In heiliger Glut. | Hinüber wall ich, Und jede Pein Wird einst ein Stachel Der Wollust sein. Noch wenig Zeiten, So bin ich los, Und liege trunken Der Liebe im Schoß. Hinüber wall ich, Und jede Pein Wird einst ein Stachel Der Wollust sein. Unendliches Leben Wogt mächtig in mir Unendliches Leben Wogt mächtig in mir Ich schaue von oben Herunter nach dir, An jenem Hügel Verlischt dein Glanz, Ein Schatten Bringet Den kühlenden Kranz, Bringet den kühlenden Kranz. O! sauge,Geliebter, Gewaltig mich an, Daß ich entschlummern Und lieben kann. Ich fühle des Todes Verjüngende Flut, Zu Balsam und Äther Verwandelt mein Blut, Zu Balsam und Äther Verwandelt mein Blut, Ich fühle des Todes Verjüngende Flut. Ich lebe bei Tage Voll Glauben und Mut Und sterbe die Nächte In heiliger Glut Und sterbe die Nächte In heiliger Glut Ich fühle des Todes Verjüngende Flut, Ich fühle, Ich fühle des Todes Verjüngende Flut. | Je vais vers l’au-delà, Et toute peine Sera un jour un aiguillon De l’extase. Encore quelque temps Et une fois délivré, Je gis, enivré Dans le sein de l’Amour. La vie infinie Coule puissamment en moi. Je regarde d’en haut Vers toi en bas. Près de ce tertre S'éteint ton éclat - Une ombre apporte La fraîche couronne. O ! aspire-moi, Bien-Aimée, Avec force vers toi, Que je m’endorme Et puisse aimer. Je sens de la mort Le flux rajeunissant. En baume et en éther Se change mon sang. Je vis des jours Pleins de foi et de courage Et je meurs pendant les nuits Dans un embrasement sacré. |

### Analyse du texte
Le texte du Lied de Schubert est le dernier poème du quatrième hymne du recueil Hymnen an die Nacht, reconnu comme une œuvre emblématique du premier romantisme allemand. Cet ensemble de poèmes paraît pour la première fois en 1800 dans la revue Athenaeum des frères Auguste et Frédéric Schlegel.
Le recueil se compose de six hymnes, pouvant être envisagés par paires : le premier avec le troisième, le deuxième avec le quatrième et les deux derniers ensembles. Chaque premier hymne de ces paires décrit trois étapes : d’abord la vie dans un royaume terrestre, heureux et lumineux, ensuite une phase d’aliénation douloureuse et enfin la libération dans la nuit éternelle. Les seconds hymnes décrivent quant à eux le retour à la réalité après la vision et le désir de revenir à cette vision. Les trois cycles sont conçus comme une amplification : à chaque nouvel hymne, un niveau d'expérience et de connaissance plus élevé est atteint.
Le quatrième hymne, dont sont issus les vers mis en musique par Schubert, est écrit à la première personne du singulier à l’instar des trois premiers (le cinquième est écrit à la troisième personne du singulier, et le dernier à la première de pluriel). Alors que les trois premiers hymnes sont écrits en prose rythmique et que le dernier l’est uniquement en vers, ce quatrième hymne commence en prose et s’achève en vers (il en va de même pour le cinquième hymne). Le dernier poème de ce quatrième hymne est une expression du désir de la nuit et donc du désir de la mort – porte d'entrée vers la vie éternelle.
Fort de l’expérience décrite dans les hymnes précédents, le narrateur se sait prêt pour le sommeil éternel, qui ne sera interrompu par aucune lumière du matin. L'orateur aspire à ce « rêve inépuisable ». Il se voit comme un médiateur entre le monde du jour et celui de la nuit. La connaissance du monde de la nuit sanctifie le jour et le rend supportable pour le Je lyrique, qui connaît désormais la vie éternelle après la mort. Néanmoins, il a donné son cœur à la nuit, elle seule peut lui offrir une sécurité maternelle et l'unir à sa bien-aimée. Le poème célèbre le désir de la nuit et donc de la mort, qui incarne l'entrée dans la vie éternelle avec l'être aimé.

## Analyse musicale
Nachthymne est un Lied de forme Durchkomponiert (à composition continue) et est conçu comme un triptyque.
La mélodie très souple est exposée dans la tonalité de ré majeur. Cette tonalité à connotation triomphante semble d’emblée contredite par un pianissimo. On retrouve au sein du ré majeur, une brève enclave dans le relatif mineur, si mineur : les accords mineurs tremblent sur « Unendliches Leben, Wogt mächtig in mir ». Ce passage contient la note la plus aiguë de toute la mélodie chantée : un sol dièse qui, de manière logique retentit sur le « Ich bin los » (« Je suis délivré »).
Cet insert en mineur s’éclaire sporadiquement en si majeur, avec un accord de la majeur avant de revenir en si mineur et d’ensuite répéter à l’identique les premières mesures du morceau.
La deuxième partie de ce triptyque commence avec le scintillement chatoyant des accords serrés et répétés qui s’enrichissent, se transforment sans cesse, petit à petit. « Un tempo ralenti crée un climat tel que la fusion poésie et musique confère une nouvelle dimension au frémissement nocturne » écrit Brigitte Massin. Ce tableau du triptyque peut être qualifié d’instable et agité, aussi bien sur le plan harmonique, tonal, que rythmique. Il s'ouvre en si mineur, tonalité d’amorce qui s'égare rapidement, se dirige vers la tonalité de do dièse mineur et n’y arrive jamais. Le résultat est un passage des plus tendus, ne trouvant presque aucune résolution. La suite est tout aussi agitée. L’échelle de quinte descendante, qui s'additionne à l'omniprésence du chromatisme, débutant juste après les vers « Ich schaue von oben herunter nach dir » sur l’évocation du tombeau souterrain, montre parfaitement l'adéquation recherchée entre musique et texte. D’après John Reed, la répétition permanente des accords en doubles-croches et le chromatisme tombant transmettent la présence irrévocable de la mort en cette section centrale du morceau. La seconde partie de ce second tableau, commençant sur l’indication de tempo Geswinder est un peu plus stable. À ce moment retentit la tonalité de la majeur, amenée par un bref passage en mi majeur.
Le dernier tableau débute avec un changement de mesure (de 4/4 marqué C, on passe à 2/2 marqué C barré). Cette dernière partie est en ternaire contrairement aux deux premières parties. Les triolets et sextolets continus semblent marquer la sérénité retrouvée. C’est le retour clair de la tonalité de ré majeur, qui subsiste jusqu'à la fin. Brigitte Massin qualifie la nouvelle formule d’accompagnement de « plus aérée mais tout aussi obstinée ». Le chant continue dans un tempo plus animé, tout en noires égales, dans un mouvement ascensionnel. Le piano conclut seul – sans la tension dominante habituelle mais avec une cadence plagale – et le mouvement du sextolet se perd dans des registres de plus en plus élevés. Ce final du piano serait immatériel, comme tendu vers l’aurore, comme une fuite dans la mort, s’arrachant du présent obscur. Brigitte Massin fait le rapprochement entre cette fuite et la libération, aussi dynamique, vécue dans Ganymède (D. 544), en 1817, ou celle, aussi profondément intérieure, de Ausflösung (D. 807) en 1824.
Walther Dürr et John Reed estiment que Schubert répond par la tendresse au mysticisme de Novalis et néglige le côté extatique du texte,. Mais cette « forme plus prudente, apaisante et ordonnée » ne correspondrait-elle pas à une idée plus personnelle de la mort ?
Brigitte Massin va même jusqu’à considérer que Nachthymne est à Schubert ce que Verklärte Nacht sera à Schönberg : une vision personnelle de la nuit transfigurée. Voilà l’auditeur face à une nuit refuge, une nuit bienheureuse, une nuit plus douce que le jour.

## Publication et édition
La partition autographe de ce Lied est conservée à Vienne aux Archives de la société des amis de la musique (Archiv der Gesellschaft der Musikfreunde).
Dans les années 1819-1820, Schubert écrit bien plus soigneusement qu'à son habitude. S'attendait-il à ce que plusieurs de ses manuscrits soient utilisés pour des interprétations de Lieder dont il ne serait pas l'accompagnateur, à l’inverse des Lieder écrits précédemment et ultérieurement, joués et chantés par lui-même ? S'attendait-il à ce que ses Lieder soient imprimés ? L'absence d’indication de tempo dans la partition autographe de ce Lied et de plusieurs autres de la même période s'oppose à ces hypothèses.
Les copies ultérieures de Nachthymne indiquent Mässig, désignation de tempo qui vient vraisemblablement de Diabelli.
La première édition est publiée en 1872 chez J. Gotthard. Il apparaît dans le recueil de quarante Lieder, Neueste Folge nachgelassener Lieder und Gesänge. Cette première version, publiée en do majeur, avec des passages en si, en ré et en mi, ne semble pas s'inspirer de la partition autographe, mais plus vraisemblablement d’une copie modifiée, destinée à une édition prévue par Diabelli. Il est peu probable que Schubert ait supervisé cette copie, bien que cela ne soit pas totalement exclu.
L’édition actuelle de Breitkopf & Härtel, qui fait autorité, se base sur l'autographe, sur la première édition de J.P. Gotthard et sur deux autres copies. L’une, Abschrift für Josef Wilhelm Witteczek, actuellement dans la collection Witteczek-Spaum, est datée de janvier 1820. Le Lied est dans cette version en do majeur et non ré majeur. La seconde est à Vienne, dans la collection du Dr Otto Biba. Ici encore le Lied est dans la tonalité de do majeur.
Les différences principales entre ces versions concernent la notation des liaisons, qui sont parfois incohérentes dans la version autographe (par exemple à la mesure 70) et la notation des trémolos, parfois marqués en doubles-croches répétées. Dans certaines versions, le changement de signe de pulsation de la mesure 61 est jugé insuffisant et est donc accompagné d’un ajout de marque de tempo.

## Discographie sélective[16]
| Date | Chant                    | Piano           | Titre de l'album         | Label               |
| ---- | ------------------------ | --------------- | ------------------------ | ------------------- |
| 1972 | Dietrich Fischer-Dieskau | Gerald Moore    | Lieder (volume 1)        | Deutsche Grammophon |
| 1983 | Elly Ameling             | Dalton Baldwin  | An die Musik-Song Lieder | Philips             |
| 1985 | Eberhard Büchner         | Norman Shetler  | Lieder Nach Romantikern  | Eterna              |
| 1990 | Robert Holl              | Oleg Maisenberg | Liederabend              | Preiser Record      |
| 1997 | Marjana Lipovšek         | Graham Johnson  | Complete Songs           | Hyperion            |

#### Partition
- Walther Dürr, Franz Schubert. Neue Ausgabe sämtlicher Werke : Lieder, vol. IV, t. 12, Kassel, Bärenreiter, 2002

#### Ouvrages
- Otto Erich Deutsch, Franz Schubert Thematisches Verzeichnis seiner Werke in chronologische Folge, Kassel, Bärenreiter, 1978.
- Walther Dürr, Schubert Handbuch, Kassel, Bärenreiter, 1997.
- Brigitte Massin, Franz Schubert, Paris, Fayard, 1978.
- Novalis, Hymnen an die Nacht / Die Christenheit oder Europa, Project Gutenberg, 2013.
- John Reed, The Schubert Song Companion, Manchester University Press, 1997.

#### Article de périodique
- Augustin Dumont, « Angoisse et extase de l'image transcendantale dans les Hymnes à la nuit, ou Shakespeare à l'épreuve de Novalis », Etudes Germaniques no 263, vol 3, 2011, p. 623-660.